# 제임스타운 (뉴욕주)

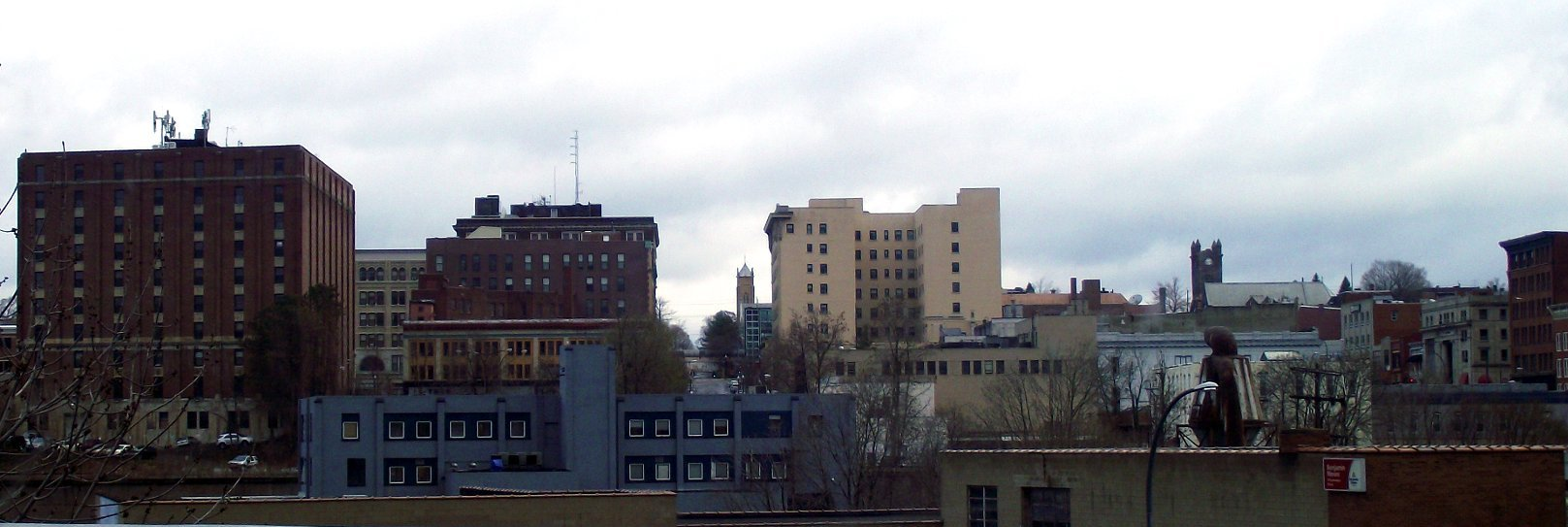

제임스타운(영어: Jamestown)은 미국의 뉴욕주에 있는 도시이다. 인구는 2000년도 인구센서스를 기준으로 31,730명이다. 제임스타운시는 일리코트시 옆에, 그리고 쇼타콰 호수의 남쪽 끝에 있다. 쇼타콰시는 쇼타콰 협회의 본거지이며, 제임트타운에서 북서쪽으로 17마일(27킬로미터) 떨어져 있다.

## 역사
제임스타운은 1886년 통합되었다. 이 도시는 메트리스뿐 아니라 가구같은 목재품들의 생산 중심지로써 이어져 내려온다. 이 도시는 한 때, "세계의 가구 수도"라고 불렸다. 최근 대부분의 이런 공장들이 도시로부터 옮겨졌지만, 제임스타운에는 여전히 전 세계적인 회사를 위한 목재들이 조금 많이 남아 있다. 이 도시는 스웨덴과 이탈리아에 조상을 둔 시민들이 주를 이룬다.

### 연표
- 1810년 - 제임스타운 설립.
- 1827년 - 제임스타운이 마을로서 통합되다.
- 1886년 - 제임스타운이 도시로서 통합되다. 오스카 에프 프린스가 첫 시장으로 당선되다.

## 인구 구성 정보
| 인구조사              | 인구   | Note  | %±     |
| --------------------- | ------ | ----- | ------ |
| 1860년                | 3,155  |       | —      |
| 1870년                | 5,336  |       | 69.1%  |
| 1880년                | 9,357  |       | 75.4%  |
| 1890년                | 16,038 |       | 71.4%  |
| 1900년                | 22,892 |       | 42.7%  |
| 1910년                | 31,297 |       | 36.7%  |
| 1920년                | 38,917 |       | 24.3%  |
| 1930년                | 45,155 |       | 16.0%  |
| 1940년                | 42,638 |       | −5.6%  |
| 1950년                | 43,354 |       | 1.7%   |
| 1960년                | 41,818 |       | −3.5%  |
| 1970년                | 39,795 |       | −4.8%  |
| 1980년                | 35,755 |       | −10.2% |
| 1990년                | 34,681 |       | −3.0%  |
| 2000년                | 31,730 |       | −8.5%  |
| 2010년                | 31,146 |       | −1.8%  |
| 2019 (추산)           | 29,058 | [ 1 ] | −6.7%  |
| U.S. Decennial Census |        |       |        |

2000년도 인구 조사에 따르면, 31730명의 사람들과 558호의 가구, 7,904가족이 있다. 인구 밀도는 1,364.3/km2(3,534.6/mi²)이다. 646.1/km2(1,673.9/mi²)의 평균 밀도로 15,027의 주거지들이 있다. 인종적으로는, 백인이 91.52%, 흑인이 3.39%이다. 0.64%의 미국 원주민들과 0.44%의 아시아인들, 0.05%의 태평양 섬주민들, 1.8%의 인종, 2.16%의 두개 혹은 그 이상으로 구성된다. 어떤 인종에서나 히스패닉이나 라티노는 4.94%의 인구를 구성한다.

## 교육
제임스타운은 하나의 제임스타운 커뮤니티 전문대학이 있다. 제임스타운 비지니스 전문대학은 비즈니스계의 2년의 학위와 자격증을 제공한다.
제임스타운에는 Jamestown High School고등학교, 3개의 Persell Middle School, Washington Middle School, and Jefferson Middle School중학교들, 6개의 C.C. Ring School, CV Bush School, Fletcher School, Lincoln School, Love School, and Rogers School의 초등학교들이 있다.
Jamestown High School의 레드 레이더 마칭 밴드는 The Late Show with David Letterman에 출현하고, 하와이주까지 공연 나갈 뿐만 아니라, 미국에서 가장 여행을 많이 다닌 밴드 중의 하나이다.
Jamestown Public Schools Official Site

## 기후
| 뉴욕주 제임스타운의 기후                                         | 뉴욕주 제임스타운의 기후 | 뉴욕주 제임스타운의 기후 | 뉴욕주 제임스타운의 기후 | 뉴욕주 제임스타운의 기후 | 뉴욕주 제임스타운의 기후 | 뉴욕주 제임스타운의 기후 | 뉴욕주 제임스타운의 기후 | 뉴욕주 제임스타운의 기후 | 뉴욕주 제임스타운의 기후 | 뉴욕주 제임스타운의 기후 | 뉴욕주 제임스타운의 기후 | 뉴욕주 제임스타운의 기후 | 뉴욕주 제임스타운의 기후 |
| 월                                                               | 1월                      | 2월                      | 3월                      | 4월                      | 5월                      | 6월                      | 7월                      | 8월                      | 9월                      | 10월                     | 11월                     | 12월                     | 연간                     |
| ---------------------------------------------------------------- | ------------------------ | ------------------------ | ------------------------ | ------------------------ | ------------------------ | ------------------------ | ------------------------ | ------------------------ | ------------------------ | ------------------------ | ------------------------ | ------------------------ | ------------------------ |
| 역대 최고 기온 °C (°F)                                           | 22 (72)                  | 23 (73)                  | 28 (82)                  | 33 (92)                  | 36 (96)                  | 39 (103)                 | 38 (100)                 | 37 (99)                  | 37 (98)                  | 32 (90)                  | 27 (80)                  | 23 (73)                  | 39 (103)                 |
| 일평균 최고 기온 °C (°F)                                         | 0.2 (32.4)               | 1.4 (34.6)               | 6.4 (43.5)               | 13.8 (56.9)              | 20.4 (68.8)              | 24.7 (76.5)              | 26.8 (80.3)              | 26.3 (79.4)              | 22.8 (73.0)              | 15.9 (60.6)              | 8.9 (48.0)               | 2.9 (37.2)               | 14.2 (57.6)              |
| 일일 평균 기온 °C (°F)                                           | −4.3 (24.2)              | −3.8 (25.2)              | 0.7 (33.3)               | 7.4 (45.4)               | 13.6 (56.5)              | 18.4 (65.1)              | 20.4 (68.8)              | 19.9 (67.8)              | 16.2 (61.2)              | 10.0 (50.0)              | 4.1 (39.3)               | −1.0 (30.2)              | 8.4 (47.2)               |
| 일평균 최저 기온 °C (°F)                                         | −8.8 (16.1)              | −9.0 (15.8)              | −4.9 (23.1)              | 1.1 (34.0)               | 6.8 (44.3)               | 12.1 (53.7)              | 14.1 (57.4)              | 13.4 (56.1)              | 9.7 (49.5)               | 4.1 (39.4)               | −0.8 (30.6)              | −4.9 (23.2)              | 2.7 (36.9)               |
| 역대 최저 기온 °C (°F)                                           | −35 (−31)                | −35 (−31)                | −31 (−23)                | −18 (−1)                 | −7 (19)                  | −3 (27)                  | 2 (36)                   | −2 (28)                  | −4 (24)                  | −11 (13)                 | −21 (−6)                 | −29 (−21)                | −35 (−31)                |
| 평균 강수량 mm (인치)                                            | 97 (3.81)                | 69 (2.70)                | 80 (3.16)                | 99 (3.91)                | 100 (3.94)               | 111 (4.36)               | 116 (4.55)               | 91 (3.59)                | 106 (4.19)               | 104 (4.11)               | 94 (3.69)                | 100 (3.92)               | 1,167 (45.93)            |
| 평균 강설량 cm (인치)                                            | 76 (29.8)                | 49 (19.3)                | 39 (15.3)                | 6.9 (2.7)                | 0.0 (0.0)                | 0.0 (0.0)                | 0.0 (0.0)                | 0.0 (0.0)                | 0.0 (0.0)                | 1.0 (0.4)                | 24 (9.3)                 | 55 (21.6)                | 250 (98.4)               |
| 평균 강수일수 (≥ 0.01 인치)                                      | 19.9                     | 16.0                     | 14.6                     | 14.0                     | 13.3                     | 12.9                     | 12.3                     | 11.5                     | 11.0                     | 14.4                     | 14.3                     | 17.8                     | 172.0                    |
| 평균 강설일수 (≥ 0.1 인치)                                       | 13.8                     | 10.7                     | 6.5                      | 1.5                      | 0.0                      | 0.0                      | 0.0                      | 0.0                      | 0.0                      | 0.4                      | 3.8                      | 9.9                      | 46.6                     |
| 출처: 미국 해양대기청 (평년값: 1991년~2020년, 극값: 1895년~현재) |                          |                          |                          |                          |                          |                          |                          |                          |                          |                          |                          |                          |                          |